# Ango (territoire)
Pour les articles homonymes, voir Ango.
Le territoire d'Ango est une entité déconcentrée de la province du Bas-Uele en république démocratique du Congo. 

## Localisation
La superficie d'Ango est de 34 764 km2, limitée :
- au nord, par la République centrafricaine ;
- à l'est, par le territoire de Rungu dans la province du Haut-Uele ;
- à l'ouest, par le territoire de Bondo ;
- au sud, par les territoires de Bambesa (au sud-ouest) et de Poko (au Sud-est).

Il est le plus grand territoire de la Province du Bas-Uélé.

## Commune
Le territoire compte une commune rurale de moins de 80 000 électeurs.
- Ango, (7 conseillers municipaux)

## Chefferies
Il est divisé en quatre chefferies :
- Chefferie Ezo
- Chefferie Mopoyi
- Chefferie Ngindo
- Chefferie Sasa